# لویس هاورکورس
لویس هاورکورس (هلندی: Loes Haverkort؛ زادهٔ ۱۹ ژانویه ۱۹۸۱) هنرپیشه اهل هلند است.